# Амбарцум Лимонджян
Амбарцум Лимонджян (також Бабб Амбарцум) (вірм. Համբարձում Լիմոնջյան; 1768, Константинополь — 29 червня 1839 року, там само) — вірменський композитор і музикознавець. Винайшов новий вірменський нотний запис, що широко застосовувався на Закавказзі в XIX столітті, за допомогою якого записав вірменські церковні співи.

## Біографія
Амбарцум Лимонджян народився в 1768 році в Константинополі, в бідній родині. Слідом за батьком, він повинен був стати кравцем, але вступив на службу переписувачем до вірменського архітектора Григору Пальяну. Потім, завдяки вокальним даним, він опиняється в будинку Ованеса Тюзьяна, де навчається музичного мистецтва. Крім співу Лимонджян вивчає вірменську церковну, грецьку та європейську музику, досконало опановує танбуром. Незабаром він сам починає викладати, спеціалізуючись на вірменському церковному співі.

### Шлюб і діти
Амбарцум Лимонджян одружився у віці 27 років та мав шестеро дітей, один з яких, Зеноп Лимонджян (1810—1866) також став музикантом та грав на наї .

### Смерть
Помер Амбарцум Лимонджян у віці 71 рік у своєму будинку в районі Константинополя Гаскьой. Похований на вірменському цвинтарі Сурп Аґоп.

## Нотопис Лимонджяна
Для фіксації мелодії Лимонджян винаходить власну систему нотного запису (у Туреччині відому як «нотопис Лимонджяна»), яка замінює складний арабський запис і до початку XX століття отримує широке розповсюдження спочатку в Константинополі, а потім у Закавказзі. З її допомогою починають записувати не тільки церковну музику, але й національні міські та народні пісні.
Подальшу роботу з вдосконалення вірменської системи нотного запису продовжили інші вірменські музиканти, зокрема, учень Лимонджяна, Аристакес Ованісян. Завершив її формування Нікогайос Ташчян. Завдяки «нотопису Лимонджяна» тисячі музичних творів Османської імперії збереглися до нинішніх часів.